# Filmfare Award/Bester Schurke
Der Filmfare Best Villain Award wurde vom Filmfare-Magazin verliehen und war eine Preiskategorie der jährlichen Filmfare Awards für Hindi-Filme. Der Preis wurde zum ersten Mal im Jahre 1992 verliehen. Er wurde nicht geschlechtsspezifisch vergeben und ging zweimal an eine Frau, 1998 an Kajol und 2005 an Priyanka Chopra. Nach der Preisverleihung 2007 wurde der Preis in dieser Kategorie nicht mehr verliehen.
Liste der Preisträger:
| Jahr | Schauspieler        | Film                   | Deutscher Titel                    |
| ---- | ------------------- | ---------------------- | ---------------------------------- |
| 1992 | Sadashiv Amrapurkar | Sadak                  | —                                  |
| 1993 | Nana Patekar        | Angaar                 | —                                  |
| 1994 | Paresh Rawal        | Sir                    | —                                  |
| 1995 | Shahrukh Khan       | Anjaam                 | Anjaam – Heute Liebe, morgen Rache |
| 1996 | Mithun Chakraborty  | Jallaad                | —                                  |
| 1997 | Arbaaz Khan         | Daraar                 | —                                  |
| 1998 | Kajol               | Gupt: The Hidden Truth | —                                  |
| 1999 | Ashutosh Rana       | Dushman                | —                                  |
| 2000 | Ashutosh Rana       | Sangharsh              | —                                  |
| 2001 | Sunil Shetty        | Dhadkan                | —                                  |
| 2002 | Akshay Kumar        | Ajnabee                | —                                  |
| 2003 | Ajay Devgan         | Deewangee              | —                                  |
| 2004 | Irrfan Khan         | Haasil                 | —                                  |
| 2005 | Priyanka Chopra     | Aitraaz                | —                                  |
| 2006 | Nana Patekar        | Apaharan               | —                                  |
| 2007 | Saif Ali Khan       | Omkara                 | —                                  |